# Vrchol (topografie)
Vrchol je topografický termín označující bod na povrchu Země, jehož všechny sousední body jsou nižší, mají tedy menší nadmořskou výšku. Po matematické stránce se tedy jedná o lokální maximum nadmořské výšky. Definici lze snadno rozšířit na další objekty ve vesmíru, pokud u nich lze definovat nějakou referenční výškovou hladinu.
Pojem „vrchol“ se obvykle používá jen pro hory s určitou významností. Většinou se za vrcholy nepovažují místa, která jsou nejvyšší jen pro své nejbližší okolí.